# Starr megye
Starr megye az Amerikai Egyesült Államokban, azon belül Texas államban található. Megyeszékhelye és legnagyobb városa Rio Grande City. Lakosainak száma 65 920 fő (2020. április 1.). Starr megye Hidalgo, Brooks, Jim Hogg és Zapata megyékkel határos.

## Népesség
A megye népességének változása:
| Lakosok száma | 61 160 | 61 580 | 61 669 | 61 963 | 63 795 | 65 920 |
|               | 2010   | 2011   | 2012   | 2013   | 2015   | 2020   |